# Borgen Rappottenstein

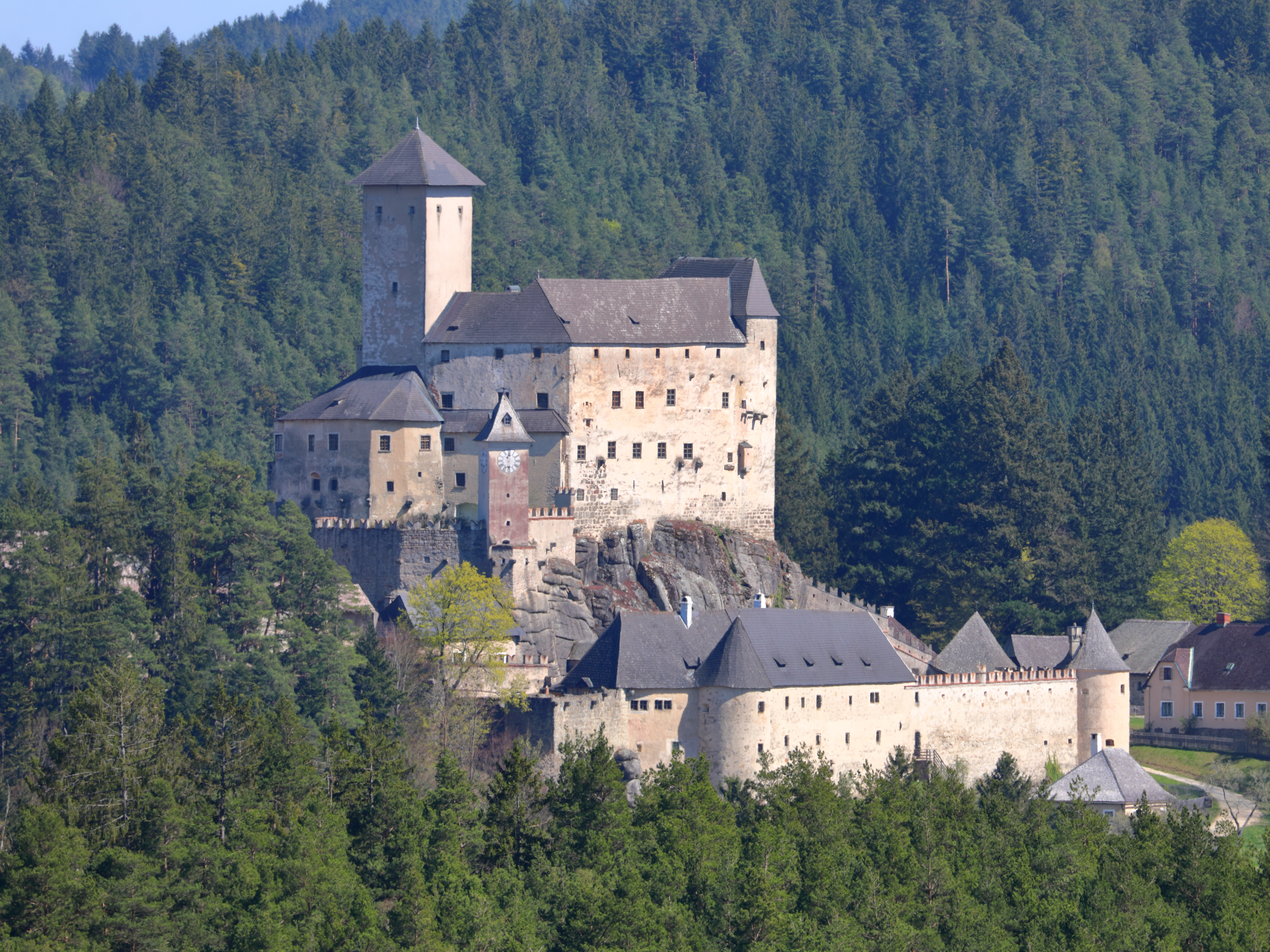
Borgen Rappottenstein

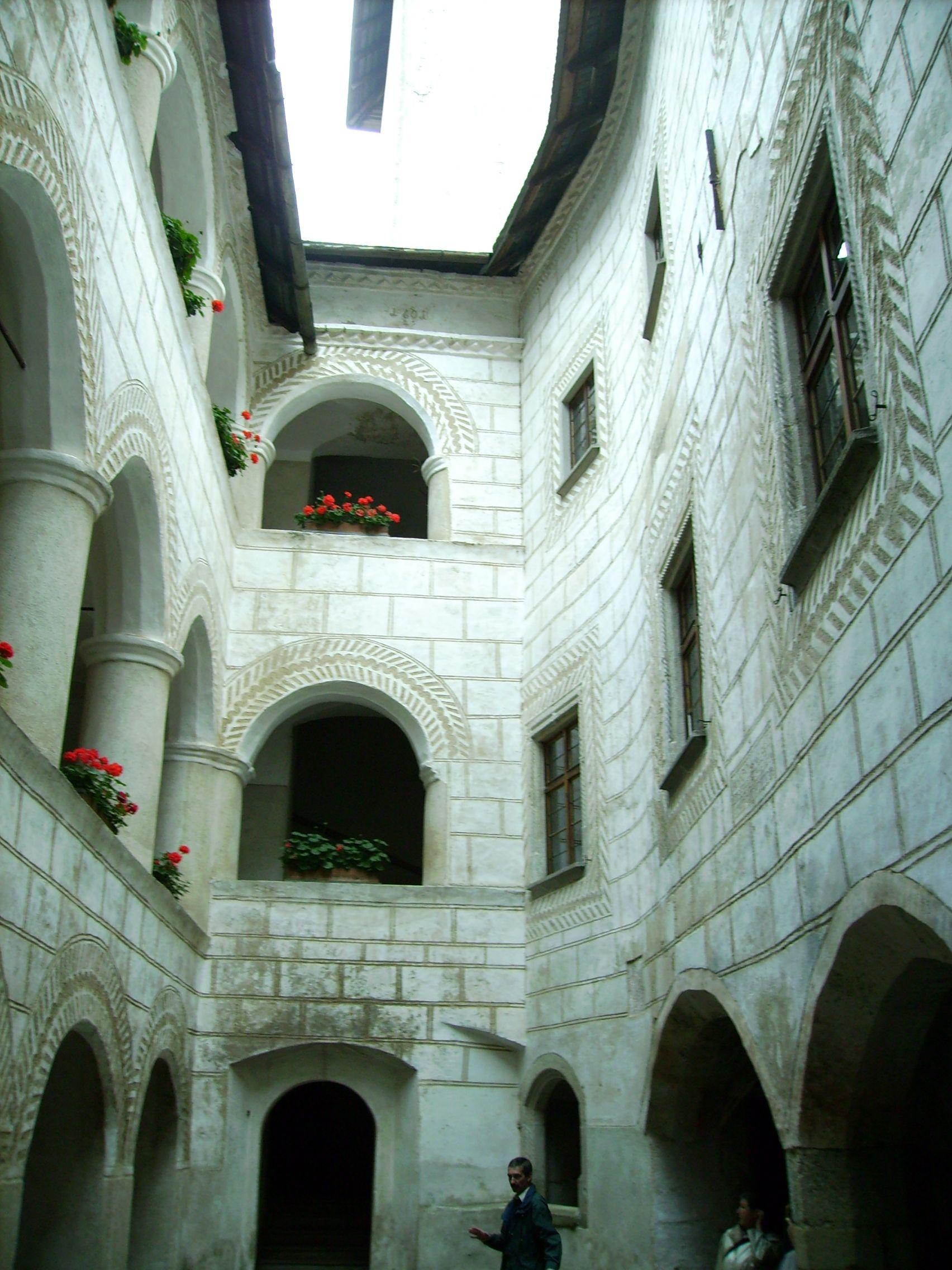
Inre borggården

Borgen Rappottenstein är en medeltida borg på en granitklippa nära orten Rappottenstein i det österrikiska förbundslandet Niederösterreich. Den räknas till Österrikes bäst bevarade borgar från medeltiden.

## Historia
Borgen grundades troligen i mitten av 1100-talet av Rapoto av Kuenring för att kontrollera en viktig handelsväg till Böhmen. Efter 1305 bytte borgen ägare flera gånger innan den hamnade hos greven av Abensperg och Traun 1664, vars ätt fortfarande äger borgen. På 1500-talet var borgen centrum för protestantismen i regionen för nästan 100 år. 
Under 1200- till 1600-talen byggdes borgen kontinuerligt ut enligt de nyaste försvarstekniska kunskaperna. Därför kunde borgen aldrig intas, trots angrepp och belägringar av ett 3000 man stor bondehär 1596/96, kejserliga trupper 1619 och svenska trupper 1645. 1749 skadades borgen i ett jordskalv så svårt att man funderade att överge borgen eftersom den inte längre hade någon militär betydelse, men slutligen bestämde ägarna sig att renovera den. 

## Byggnader
Den äldsta delen utgörs av grunden till den 30 meter höga bergfriden som är från 1100-talet. Högborgen är romansk, men den trånga inre borggården fick sitt nutida utseende med sina renässansarkader i två våningar och grafittomålningar på 1500-talet. Tillträdet till högborgen sker genom sex portar och fem innergårdar som kunde försvaras var för sig. I gårdarna finns ekonomibyggnader som t.ex. brygghuset från 1500-talet. Den yttersta porten med sina två rundtorn tillkom först på 1500-talet. Den var ursprungligen säkrad med ett dike och vindbrygga. 

## Borgen idag
Borgen som är i privat ägo är fortfarande bebodd. Dock kan borgen besiktigas inom ramen för guidningar. På sommaren arrangeras musikaliska tillställningar (Klangburg). Några salar och kapellet kan hyras för privata tillställningar.